# Franco Sensi
Francesco Sensi detto Franco (Roma, 29 luglio 1926 – Roma, 17 agosto 2008) è stato un imprenditore, dirigente sportivo e politico italiano operante nel settore petrolifero, nel turismo e nell'editoria.
Fin dagli anni 1950 dirigente dell'Associazione Sportiva Roma, l'8 novembre 1993 ne divenne proprietario e presidente per quasi quindici anni fino alla morte. Tra le cariche istituzionali che ricoprì figura quella di sindaco di Visso, comune delle Marche, nelle file della Democrazia Cristiana.

## Biografia
(Franco Sensi)
Nato a Roma, dove la famiglia Sensi si era trasferita nei primi del Settecento, si laureò in matematica all'Università di Messina. All'età di 28 anni entrò a far parte dell'organigramma della squadra di calcio della Roma, squadra dove il padre Silvio fu uno dei fondatori, con il ruolo di consigliere, mentre sette anni più tardi sarà promosso dirigente. Nel 1960 si allontanò temporaneamente dal mondo del calcio e fondò la Compagnia Italpetroli, società attiva nel settore petrolifero e petrolchimico, nata con l'intento di fare concorrenza alla ERG della famiglia Garrone ed alla Saras della famiglia Moratti: l'impresa sarà coronata dal successo e, a partire dagli anni 1980, la Italpetroli diventerà una holding di grandi proporzioni. Nello stesso decennio fu sindaco di Visso, città nella quale si perdono le origini della famiglia agli inizi del Seicento: eletto tra le file della Democrazia Cristiana, rimase in carica dieci anni.
La sua notorietà fu dovuta alla presidenza della Roma: nel maggio del 1993, infatti, Sensi acquisì, attraverso partecipazioni nella società controllante e insieme a Pietro Mezzaroma, il controllo del pacchetto di maggioranza della società giallorossa per poi diventarne, dal successivo 8 novembre 1993, proprietario unico e presidente. Uomo sanguigno e spesso controcorrente, nel 2002 si candidò alla presidenza della Lega Calcio e sfiorò l'elezione, ottenendo ventidue voti: tuttavia, non riuscendo a raggiungere il quorum necessario a causa soprattutto dell'opposizione dell'asse Juventus-Milan, che gli contrappose Stefano Tanzi, l'8 aprile ritirò la propria candidatura, così come il suo rivale; appoggiò a questo punto Antonio Matarrese, che venne però sconfitto il 9 luglio dall'amministratore delegato del Milan Adriano Galliani.

Sensi (a destra) nell'estate del 1999, in veste di presidente della Roma, accoglie l'attaccante Vincenzo Montella, appena acquistato dalla società giallorossa.

Alla fine degli anni '90 Sensi fu per poco tempo proprietario anche del Foggia e del Nizza, con lo scopo di creare società satellite della Roma, ma il progetto fallì. È stato in seguito patron del Palermo dal 2000 al 2002, ottenendo una promozione dalla Serie C1 alla Serie B, per poi cedere la società a Maurizio Zamparini. Diciottesimo presidente della Roma, Sensi è colui che ha ricoperto tale ruolo più a lungo: sotto la sua gestione la squadra giallorossa ha vinto uno scudetto (2000-01), due Supercoppe italiane (2001 e 2007) e due Coppe Italia (2006-07 e 2007-08), anche se già sul finire del 2004 la conduzione della società era de facto passata nelle mani della figlia Rosella, ufficialmente amministratore delegato.
Dopo una lunga malattia, morì la sera del 17 agosto 2008 all'età di 82 anni al Policlinico Gemelli di Roma, dove si trovava ricoverato da qualche settimana per problemi respiratori. Ai funerali presero parte oltre trentamila persone e numerose personalità politiche; in quell'occasione, il comune di Roma concesse l'uso dell'Aula Giulio Cesare in Campidoglio come camera ardente, un onore ricevuto in passato solo da Luigi Petroselli e Alberto Sordi. I funerali furono celebrati il 20 agosto presso la Basilica di San Lorenzo fuori le mura alla presenza di migliaia di tifosi e tantissimi volti del calcio e del giornalismo; successivamente è stato tumulato nella cappella di famiglia presso il Cimitero Monumentale del Verano di Roma.
Era sposato con Maria Nanni (21 luglio 1943 - 14 settembre 2018).

## Riconoscimenti
- Per il suo tentativo di favorire l'incontro tra dirigenti, addetti ai lavori e i protagonisti del mondo dello sport ricevette il 1º marzo 1995 la "ciotola d'oro", onorificenza concessa dal CONI[11].
- Per la sua attività imprenditoriale Sensi fu nominato, il 2 giugno 1995, Cavaliere del lavoro.
- Il 26 maggio 2008, presso l'Università degli Studi di Roma Tor Vergata, al presidente giallorosso fu reso omaggio con il premio "Etica nello sport" per la sua attività pluriennale alla guida della Roma. Il premio è stato ritirato dalla moglie, Maria Nanni.